# Kostomlatica
Kostomlatica (cyr. Костомлатица) – wieś w Serbii, w okręgu pczyńskim, w gminie Vladičin Han. W 2011 roku liczyła 10 mieszkańców.